# Fool (Süßspeise)

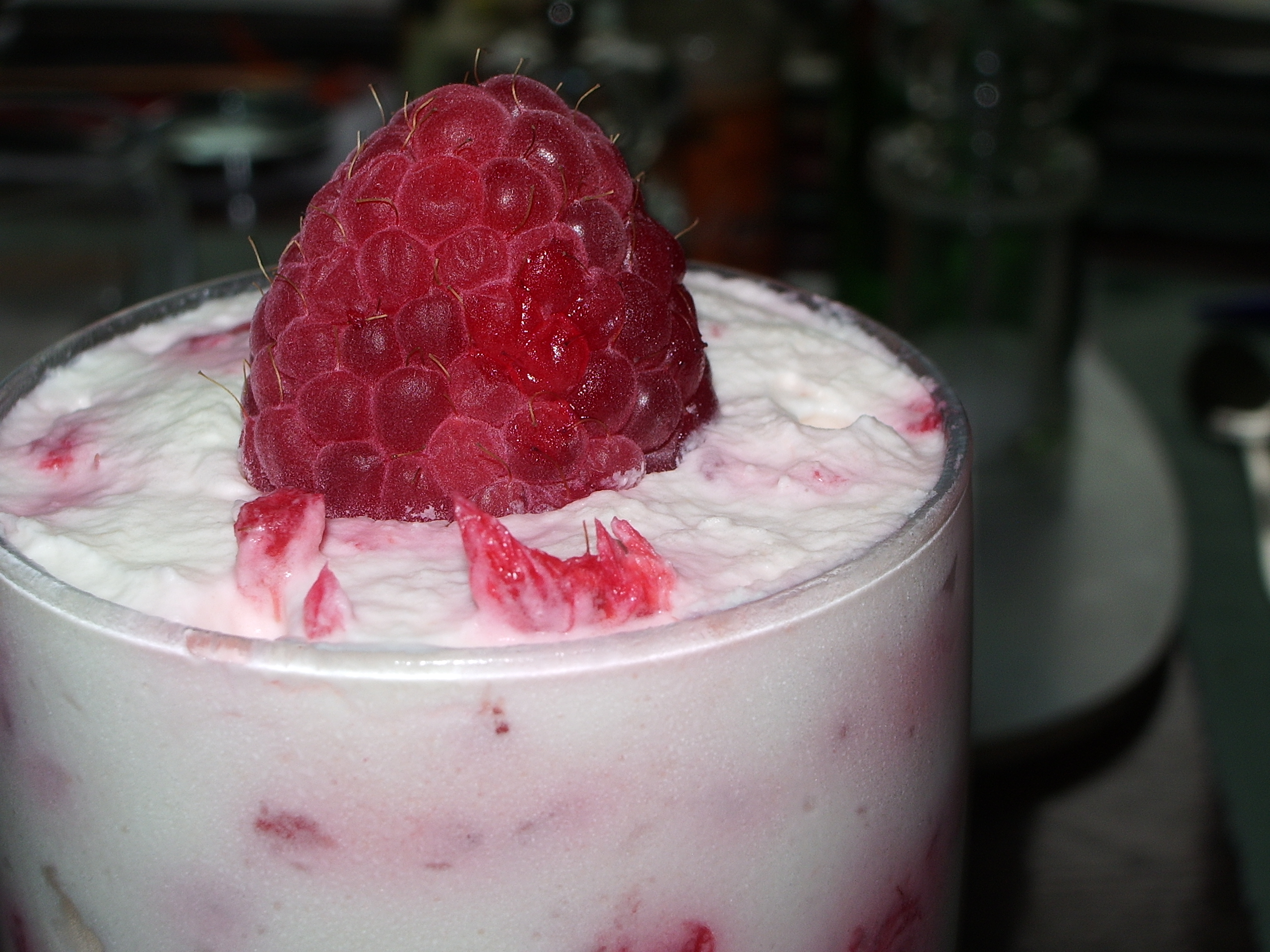
Himbeer-Fool

Fool ist die Bezeichnung für eine bekannte englische Süßspeise aus pürierten rohen oder gekochten Früchten und Schlagsahne. Meistens werden säuerliche Obstsorten verwendet wie Rhabarber, Stachelbeeren, Himbeeren oder Zwetschgen. Es wird etwa genauso viel Sahne verwendet wie Obst.
Der Name fool ist wahrscheinlich abgeleitet von dem französischen Begriff fouler (zerstampfen). Das älteste überlieferte Rezept aus Norfolk aus dem 17. Jahrhundert enthält jedoch keine Früchte, sondern bestand aus Englischer Creme aus Sahne, Eiern, Zucker und Gewürzen. Eine Variante davon aus Devonshire war als White pot bekannt.
In alten Rezepten wird ungeschlagene Sahne verwendet. Im 18. Jahrhundert wurden noch Eier hinzugefügt, doch verschwanden sie allmählich aus den Rezeptangaben. In anderen Ländern gibt es ebenfalls Kompottvarianten mit Sahne, zum Beispiel für Rote Grütze. Ein ähnliches französisches Dessert besteht aus pürierten Erdbeeren, Kirschwasser und Crème chantilly (gesüßter Schlagsahne).